# خافيير خيمينيز (لاعب كرة قدم)
خافيير خيمينيز (بالإسبانية: Javier Giménez Benítez)‏ هو مدرب كرة قدم ولاعب كرة قدم باراغواياني، ولد في 3 يوليو 1992. لعب مع أونيفرسيداد دي كونسيبسيون ‏.

## وصلات خارجية
- خافيير خيمينيز (لاعب كرة قدم) على موقع قاعدة بيانات كرة القدم.إي يو (الإنجليزية)
- خافيير خيمينيز (لاعب كرة قدم) على موقع Soccerway.com (الإنجليزية)